# Heraclides Pòntic
Heraclides (grec antic: Ἡρακλείδης ὁ Ποντικός, llatí: Heracleides Ponticus; 387 aC - 312 aC), fill d'Eutífró, fou un filòsof de l'antiga Grècia nascut a Heraclea del Pont (actualment Karadeniz Ereğli, Turquia). Heraclides és especialment conegut pel fet d'haver defensat que el moviment aparent de l'esfera dels estels fixos era produït pel moviment de rotació diari de la Terra.
La Suda el fa descendent de Damis, un dels colonitzadors originals d'Heraclea procedent de Tebes. Era força ric, i va emigrar a Atenes, on fou deixeble de Plató, qui el va deixar a càrrec de la seva escola mentre era absent a Sicília. Va estudiar també el sistema pitagòric i el d'Aristòtil. Segons sembla era força vanitós, i per això li deien mofa fent un joc de paraules amb el seu gentilici, Ποντικός, i l'adjectiu Πομπικύς (pompós). Diògenes Laerci dona una llarga llista dels seus escrits que tractaven sobre filosofia, matemàtiques, música, història, política, gramàtica i poesia, però pràcticament tots s'han perdut excepte περὶ Πολιτειῶν segurament un extracte de l'obra περὶ Νόμων καὶ τῶν Συγγενῶν τούτοις esmentada per Diògenes.
Durant molt de temps, es cregué que Heraclides defensà un model geo-heliocèntric de l'univers, on Mercuri i Venus giren al voltant del Sol, mentre que el Sol i els altres planetes giren al voltant de la Terra. Tanmateix, actualment es considera que aquesta teoria pot ser falsa. De totes maneres, és notable la similitud d'aquesta teoria amb la de Tycho Brahe, normalment considerat figura de transició entre el sistema aristotèlico-ptolemaic i el copernicà. En el sistema de Brahe, el Sol i la Lluna giren al voltant de la Terra, mentre que la resta de cossos celestes giren al voltant del Sol.